# Tengella radiata
Espèce
Synonymes
- Metafecenia radiata Kulczyński, 1909

Tengella radiata est une espèce d'araignées aranéomorphes de la famille des Zoropsidae.

## Distribution
Cette espèce se rencontre du Honduras au Panama.

## Publication originale
- Kulczyński, 1909 : Fragmenta Arachnologica. XI-XIII. Bulletin International de l'Académie des Sciences de Cracovie, vol. 1909, p. 427-472 (texte intégral).